# Língua yanonami
Yanonami (Yanomamɨ) é uma língua da família linguística ianomâmi.